# Techno minimale
Genres dérivés
Microhouse, tech house, dub techno
La techno minimale est un sous-genre minimal de la techno, caractérisée par une structure musicale répétitive. La techno minimale semble s'être développée au début des années 1990 et lancée par les producteurs Robert Hood et Daniel Bell, originaires de Détroit aux États-Unis. Au début des années 2000, le terme « minimale » décrit à l'origine un style de techno popularisé en Allemagne par des labels tels que Kompakt, Perlon, et M-nus de Richie Hawtin.

## Origines

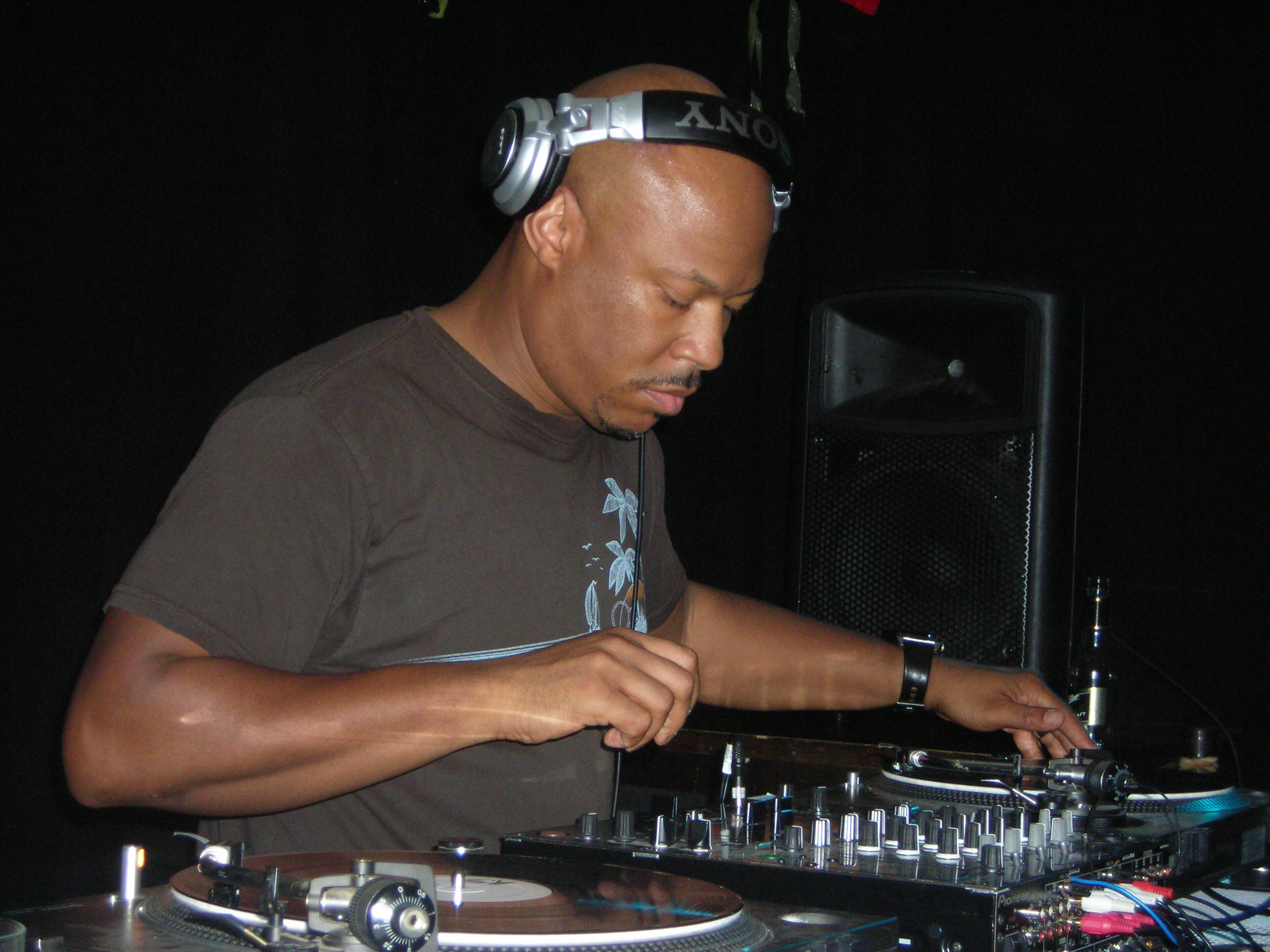
Robert Hood, en 2009.

La techno minimale émerge initialement au début des années 1990. Le développement du style est souvent attribué à une certaine « seconde vague » de producteurs américains associés à la techno de Détroit. Selon Derrick May, « pendant que la première vague d'artistes a pu jouir de ses tout premiers succès, la techno s'inspirait également de DJs et producteurs amateurs de Détroit. » Cette nouvelle génération impliquait des producteurs tels que Richie Hawtin, Daniel Bell, Robert Hood, Jeff Mills, Carl Craig, Kenny Larkin, et Mike Banks. Les compositions de ces musiciens semblent bien plus se concentrer sur le minimalisme.
Robert Hood décrit cette situation au début des années 1990 comme une période durant laquelle la techno devait devenir plus « rave » avec un tempo plus rapide, ce qui mènera à l'émergence du gabber. De la techno mélangée à de la soul commence à ancrer le son typique et original de Détroit. Robert Hood et Daniel Bell réalisent qu'il manquait un supplément dans cette musique techno post-rave, et qu'un élément indispensable de la techno originale s'est perdue avec le temps. Hood explique que « ça semblait grandiose d'un point de vue productif... »
La techno minimale ayant émergé à cette période est définie par Robert Hood comme « un son de base agressif avec quelques caisses, des basses et des grooves funky et tout ce qui est essentiel. Essentiel pour faire danser les gens. J'en ai fait en quelque sorte ma science, l'art de faire bouger le popotin des gens, de toucher la corde sensible. C'est un son techno rythmé et sensible. » Daniel Bell commente son dégoût pour le minimalisme dans le sens artistique du terme, qu'il trouve trop « apprêté. »
Dans Audio Culture: Readings in Modern Music (2004), le critique musical Philip Sherburne explique que, comme la plupart des musiques dance, la techno minimale tire ses racines de chansons de pionniers comme Kraftwerk, et de producteurs de techno de Détroit comme Derrick May et Juan Atkins. La techno minimale préfère se centrer sur le « rythme et la répétition plutôt que sur des mélodies à progression linéaire », plus dans les genres musique minimaliste et musique africaine traditionnelle polyrhythmique. En 1994, selon Sherburne, le terme « minimal » est utilisé pour décrire « tout dérivé acid du style Détroit classique. »
Le rédacteur Daniel Chamberlin, attribue l'origine de la techno minimale aux producteurs allemands Basic Channel. Chamberlin compare les techniques de composition de producteurs comme Richie Hawtin, Wolfgang Voigt, et Surgeon, à ceux du compositeur minimaliste Steve Reich, en particulier le pattern phasing utilisé par Reich dans certaines de ses chansons ; la première étant Come Out. Chamberlin compare également l'usage des sine tone drones du compositeur minimaliste La Monte Young et les patterns répétitifs du titre In C de Terry Riley. Sherburne suggère que les similitudes notées entre formes minimal de musique dance et le minimalisme américain pourraient être accidentelles.

## Caractéristiques
Philip Sherburne pense que la techno minimale utilise deux approches stylistiques spécifiques ; skeletalism et massification. Le tempo moyen de la techno minimale se situe entre 125 et 130 BPM.